# Туркмено-швейцарские отношения
Туркмено-швейцарские отношения — дипломатические отношения между Туркменистаном и Швейцарией.
Обе страны являются полноправными членами ОБСЕ и ООН, а также придерживаются политики нейтралитета.

## История
Туркменистан установил дипломатические отношения с Швейцарией 8 мая 1992 года.
В 2008 году было подписано Межправительственное соглашение о стимулировании и взаимной защите инвестиций.
Туркменистан имеет посольство в Швейцарии с 11 апреля 2011 года, а также Постоянное представительство при ООН в Женеве.
Швейцария имеет посольство на территории Азербайджана.
Впервые в истории двухсторонних отношений президент Туркменистана Гурбангулы Бердымухамедов 8 октября 2012 года посетил Швейцарию. Была подписана Конвенция между Туркменистаном и Швейцарской Конфедерацией об избежании двойного налогообложения в отношении налогов на доходы и капитал, Меморандум о взаимопонимании между МИД Туркменистана и Федеральным департаментом иностранных дел Швейцарии, Меморандум о взаимопонимании между ИМО МИД Туркменистана и Женевским центром политики безопасности, Меморандум о взаимопонимании между Торгово-промышленной палатой Туркменистана и Совместной Торговой Палатой Швейцария-Россия/СНГ.
20 ноября 2014 года, Туркменистан с рабочим визитом посетил Президент Швейцарской Конфедерации Дидье Буркхальтер.

## Посольство Туркменистана в Швейцарии
Посольство Туркменистана в Швейцарии (г. Женева) открылось в 2011 году. Посольство расположено по адресу: .
С апреля 2015 года Посольство возглавляет Чрезвычайный и Полномочный Посол Туркменистана в Швейцарии Атагельды Халджанов.

### Послы
1. Айдогдыев, Эсен Мухаммедович (2011—2014)
2. Халджанов, Атагельды (2014—2023)
3. Гаджиев, Вепа (2023—н. в.)

## Представительство Швейцарии в Туркменистане
Дипломатическое представительство Швейцарии в Туркменистане открылось в 2004 году. Посольства Швейцарии в Туркменистане нет.
С октября 2015 года в Туркменистане по совместительству аккредитован Чрезвычайный и Полномочный Посол Швейцарии в Азербайджане Филипп Штальдер.

### Послы
1. Эрвин Хофер / Ervin Hoffer (2004—2008) с резиденцией в Москве
2. Алан Гидетти / Alan Guidetti (2008—2011) с резиденцией в Баку
3. Сабине Ульманн Шабан / Sabine Ulmann Shaban (2011—2013) с резиденцией в Баку
4. Паскаль Эбишер / Pascal Ebisher (2013—2015) с резиденцией в Баку
5. Филипп Штальдер / Philipp Stalder (2015—н. в.) с резиденцией в Баку

## Экономика
В Туркменистане действуют более 30 предприятий с участием швейцарского капитала.